# Татарья
Татарья (бел. Татар’я) — деревня в Дрогичинском районе Брестской области Беларуси. Входит в состав Именинского сельсовета.

## География
Деревня находится в южной части Брестской области, при автодороге Н-659, на расстоянии приблизительно 13 километров (по прямой) к северо-западу от города Дрогичина, административного центра района. Абсолютная высота — 149 метров над уровнем моря. Площадь населённого пункта — 0,4005 км².

## История
В письменных источниках начинает упоминаться начиная с XIX века.
По состоянию на 1905 год, в Татарьей проживало 356 человек. В административном отношении деревня входила в состав Зёловской волости Кобринского уезда Гродненской губернии.
Согласно Рижскому мирному договору (1921), деревня вошла в состав межвоенной Польши, входила в состав гмины Именин Дрогичинского повета Полесского воеводства. В 1921 году числилось 106 жителей, проживавших в 18 домах. В этническом составе населения того периода полещуки составляли 100 %. В конфессиональном составе населения преобладали православные христиане (100 %).
С 1939 года в БССР, с 1940 по 1954 годы в составе Брашевичского сельсовета Антопольского района. С 1959 года населённый пункт Дрогичинского района.

## Население
По данным переписи 2019 года, в деревне проживало 57 человек.
| Год  | Население, человек |
| ---- | ------------------ |
| 1858 | 186                |
| 1905 | ↗ 356              |
| 1921 | ↘ 106              |
| 1940 | ↗ 391              |
| 1959 | ↘ 186              |
| 1995 | ↘ 121              |
| 2005 | 121                |
| 2009 | ↘ 82               |
| 2019 | ↘ 57               |